# Kólbovo
Kólbovo (en rus: Колбово) és un poble de l'óblast de Tula, a Rússia, segons el cens del 2010 tenia un habitant.